# Carlos Pedro Pires de Melo
Carlos Pedro Pires de Melo (Luanda, 6 aprile 1969) è un ex calciatore angolano, di ruolo centrocampista.

## Carriera

### Nazionale
Ha esordito in Nazionale nel 1989.